# Topf-Konservierungsmittel
Topf-Konservierungsmittel sind nach dem Chemikalienrecht der EU und der Schweiz Produkte zum Schutz von Fertigerzeugnissen (außer Lebens- und Futtermitteln) in Behältern gegen mikrobielle Schädigung zwecks Verlängerung ihrer Haltbarkeit.
Dazu gehören:
„6.01 Konservierungsmittel für Wasch- und Reinigungsmittel. Biozidprodukte zur Konservierung von Reinigungsmitteln für den Haushalt oder für industrielle Verwendung, zur Konservierung von Wasch- oder Abwaschmitteln oder von Flüssigseifen.“
„6.02 Sonstige Topf-Konservierungsmittel. Zur Konservierung aller übrigen chemischen Produkte: Farben, Klebstoffe, Schmiermittel, Treibstoffe, Enzymlösungen, Betonzusätze usw.“